# Asagena
Asagena es un género de arañas de la familia Theridiidae.

## Especies
- Asagena americana Emerton, 1882
- Asagena brignolii (Knoflach, 1996)
- Asagena fulva (Keyserling, 1884)
- Asagena italica (Knoflach, 1996)
- Asagena medialis (Banks, 1898)
- Asagena meridionalis Kulczyński, 1894
- Asagena phalerata (Panzer, 1801)
- Asagena pulcher (Keyserling, 1884)
- Asagena semideserta (Ponomarev, 2005)